# كيب دود
كيب دود (بالإنجليزية: Kip Dowd)‏ هو لاعب كرة قاعدة أمريكي، ولد في 16 فبراير 1889 في هوليوك في الولايات المتحدة، وتوفي بنفس المكان في 20 ديسمبر 1960.

## وصلات خارجية
- كيب دود على موقعبيزبول رفرنس.كوم (الدوري الرئيسي) (الإنجليزية)
- كيب دود على موقعبيزبول رفرنس.كوم (الدوري الثانوي) (الإنجليزية)